# Campingferie i Norge og Sverige
Campingferie i Norge og Sverige er en dansk dokumentarfilm fra 1971 instrueret af Aksel Hald-Christensen.

## Handling
Rejsefilmfotografen Aksel Hald-Christensen fortæller om campinglivet og udvalgte seværdigheder i Norge og Sverige.